# Arsen Gitinov
Arsen Gitinov, född den 1 juni 1977, är en rysk-kirgizisk brottare som tog OS-silver i lättviktsbrottning i fristilsklassen 2000 i Sydney. 